# Drypetes gossweileri
Drypetes gossweileri là một loài thực vật có hoa trong họ Putranjivaceae. Loài này được S.Moore mô tả khoa học đầu tiên năm 1920.